# Fredrik Nilsson (ishockeyspelare)
Fredrik Nilsson, född 16 april 1971, är en före detta svensk ishockeytränare och ishockeyspelare.
Fredrik Nilsson draftades av San José Sharks 1991 och efter fyra säsonger i Elitserien med VIK Västerås Hockey flyttade han över för spel i Nordamerika. Dock fick han inte chansen till spel i NHL så Fredrik Nilsson flýttade åter till Europa. Under åren som gått har han fått erfarenhet från seriespel i Sverige, Finland, Schweiz och Tyskland.
Internationellt har Fredrik Nilsson spelat 26 A-landskamper och 56 juniorlandslags matcher. Han deltog i World Cup i ishockey 1996 där Sverige slutade trea.
Efter avslutad aktiv karriär har Nilsson satsat på en tränarkarriär, bland annat för VIK:s J-18-lag. Säsongen 2009/2010 var han tränare för VIK Hockey i Hockeyallsvenskan.

## Meriter
- SM-silver 1997
- Finska FM-Liga silver 2000
- World Cup i ishockey trea 1996

## Klubbar som spelare
- VIK Hockey, Elitserien i ishockey 1988 - 1993
- Kansas City Blades, IHL 1993 - 1996
- Luleå HF, Elitserien 1996 - 1998
- Jokerit, FM-liga 1998 - 2000
- Kloten Flyers, Nationalliga A 2000 - 2002
- Kölner Haie, DEL 2002 - 2003
- VIK Västerås HK, Hockeyallsvenskan 2003 - 2006

## Klubbar som tränare
- VIK Västerås HK, Hockeyallsvenskan 2009 - 2010